# Chery Tiggo 3
Chery Tiggo 3 (кит. 奇瑞瑞虎; пиньинь: Qíruì Ruìhǔ) — компактный кроссовер, запущенный в производство в Китае в 2005 году. Это первый автомобиль серии Tiggo.

## Описание
Chery Tiggo дебютировал в 2005 году на Шанхайском автосалоне. По оценкам журналистов, некоторые элементы экстерьера автомобиля были скопированы с японских кроссоверов Toyota RAV4 и Honda CR-V. Также автомобиль выпускался в Уругвае, Италии (DR Motor DR5), Египте и России.
- Вид спереди
- Вид сзади

В сентябре 2010 года автомобиль прошёл рестайлинг светотехники. В моторную гамму был добавлен 1,6-литровый двигатель Acteco с механическим нагнетателем, который развивает мощность 110 кВт при 5500 об/мин и крутящий момент 205 Н⋅м в диапазоне от 3500 до 4500 об/мин.
- Вид спереди
- Вид сзади

В 2014 году автомобиль был переименован в Tiggo 3. Дебют состоялся в мае 2014 года.
- Вид спереди
- Вид сзади

В 2020 году Tiggo 3 прошёл третий рестайлинг. Он получил индекс «millionth edition» и отличался от других моделей золотой отделкой салона.

## Галерея
- DR5
- DR5
- Chery Tiggo DR Edition
- DR5